# 超能奇兵
《超能奇兵》（日语：スクライド，s.CRY.ed），為2001年的日本電視動畫作品。全26話。
2011年動畫10周年紀念企劃，推出劇場版《超能奇兵：進化》（s.CRY.ed Alteration），
分為前篇「TAO」（日本2011年11月19日公開），以及後篇「QUAN」（日本2012年3月10日公開）。

## 故事簡介
故事起源於二十二年前，日本神奈川縣一帶由於不明的能量釋放，導致大規模板塊衝擊現象，造成半徑約20至30公里，高240公尺的大地隆起。此後，該地區被稱為「失落國度」。
大地隆起現象八年後，失落國度成為完全獨立的自治經濟特區，其內並有百分之二的新生兒開始能夠使用一種將物質分解後再構築的能力──「阿爾達超能力」。為了遏止失落國度內部分阿爾達超能力者的暴力與掠奪行為，本土於失落國度內設置武裝警察機關「HOLD」，並編列以阿爾達超能力者為中心的「神聖部隊」，以對應阿爾達超能力犯罪。就在神聖部隊的一次任務中，失落國度出生的阿爾達超能力者數馬與神聖部隊所屬的劉鳯相遇了……

## 製作人員
- 原作：矢立肇
- 監督：谷口悟朗
- 編劇：黑田洋介
- 人物設定：平井久司
- 音樂：中川幸太郎
- 音響監督：浦上靖夫
- 製作人：東不可止（東京電視台）、高城一典（讀賣廣告社）、河内山隆→宗岡幸男（SUNRISE）
- 製作：東京電視台、讀賣廣告社、SUNRISE

## 人物介紹

### 主要角色
數馬
聲：保志總一朗
本作男主角之一。16歲。從小在失落國度成長的土生阿爾達超能力者，個性瀟灑不拘、隨心所欲，視劉鳳為宿敵般的存在。
阿爾達能力是融合型，即右手的強化，能力發動時右肩會出現三個紅色的棘，每發動一次絕招棘便會消失一個。絕招有招式名稱，依序是「衝擊的第一拳」、「殲滅的第二拳」、「抹殺的最後一拳」，招式名稱由來是受到前輩庫卡的影響。之後提昇能力可以變成第二型態，此時型態為背上出現一個圓鉤，可以旋轉推進，發動絕招時右手會發出金光，招式名稱變為「超級神拳」（Shell Bullet）。
最後與無常矜侍戰鬥時則變成了第三型態，為全身強化的能力。
劉鳳
聲：綠川光
本作男主角之一。神聖部隊A級隊員，17歲。
父親為失落國度檯面下的支配者，家境優渥。因母親以及其愛犬「絕影」被土生超能力者殺害，憤而加入神聖部隊，制裁以阿爾達能力犯罪的土生超能力者。
平常不易表露情感，對於水守以及雪莉絲的好感亦少有回應。
阿爾達能力為自立型，發動時會召喚名為「絕影」的分身。此分身雙手環抱胸前，身著拘束衣，帶著半邊面具，背上有兩條紫色鞭子可自由揮動作戰。
當「絕影」雙手從拘束中解放時才成為完全型態，稱為「真絕影」。其移動速度大幅增加，雙手可飛出攻擊，分別為剛毅的左拳「臥龍」及剛毅的右拳「伏龍」。
第三型態與自立型絕影一體化，形成包覆全身的裝甲。除了移動速度極高外（移動時會有殘像），雙肩裝甲還可拿下組裝成長劍揮舞攻擊。
由詫加奈美
聲：田村由香里
本作女主角。8歲。故事開始兩年前在廢墟與數馬相遇，此後便與數馬相依為命。個性勤奮刻苦耐勞，為了維持生計而四處工作。喜歡數馬。
具有感應他人想法的阿爾達能力，但是一開始都是在夢中感應到數馬的想法；劇情到了後期才知道自己有這種能力，後被無常矜持抓去利用能力探知數馬和劉鳳的想法。
桐生水守
聲：永島由子
劉鳳的青梅竹馬，隸屬於神聖部隊，18歲。本土出生，父親為日本本土對失落國度最大的經濟資助者。
為從事阿爾達能力研究的學者，對失落國度發展與土生超能力者共存抱持理想。
因幼時與劉鳳相處，而對劉鳳有戀愛情感，為了再與劉鳳相見而加入神聖部隊。
身前總是配戴著幼時初次與劉鳳相遇時，劉鳳以阿爾達能力雕塑而成的水晶吊墜。吊墜顯示了劉鳳的生命力，如果劉鳳死亡，墜子便會消失。
在因緣際會下，與數馬接觸過數次並為他提供協助，而有著某種程度上的關心，導致劉鳳誤會其喜歡的對象為數馬。
雪莉絲‧安潔妮（Sherrice Adjani）
聲：倉田雅世
神聖部隊的一員，15歲。
原為土生的阿爾達能力者，被劉鳳解救後加入神聖部隊。
非常愛慕劉鳳，視桐生水守為情敵。
阿爾達能力為「永恆的生命」，完整使用時會產生一個巨大天使，並使目標對象復活，但在使用後自己會消失（死亡）。
故事後期使用能力自我犧牲讓劉鳳復活，臨終前更與劉鳳吻別。

### 主角的夥伴
君島邦彥（配音員：山崎巧（日本）；曹冀魯（台灣））
主角摯友，負責協助數馬牽線接需要阿爾達能力者完成的任務，而數馬也藉任務來賺錢。
於第12話中在神聖部隊的攻擊下身受重傷，最後死於數馬的背上。
史德雷特‧庫卡（Straight Cougar，配音員：津久井教生（日本）；曹冀魯（台灣））
神聖部隊的一員，過去曾與數馬生活一段時間，是教會數馬做人基本道理的人，和數馬是兄弟一般的存在，劇情中期數馬曾經迷失方向，也是由庫卡開導他
興趣是看書，總是把他人名字叫錯。對桐生水守一見鍾情，之後積極展開追求。過去曾被帶到日本本土進行焠鍊，因此壽命很短。
阿爾達能力是「偏激的終極速度」，能對車輛進行強化、自身腿部的局部強化，最終決戰時用了全身的超高速強化，真正的實力可以跟劉鳳、數馬匹敵
橘飛鳥（配音員：岩永哲哉（日本）；李世揚（台灣））
原為神聖部隊的一員，在任務連續失敗的狀況下被解僱，之後一直與桐生水守行動。
阿爾達能力為「不朽超能力」，以操控名為「Eternity Eight」的8顆寶珠進行攻擊、防禦，甚至操控他人意志。

### 神奈川的人們
這群居住在從本州分裂的神奈川島嶼的居民，由於受到阿爾達結晶體影響而蘊含了超能力，也是被神聖部隊嚴密監控的人們。
畢夫（Biff，配音員：松尾銀三→島田敏（日本）；周學禮（台灣））
出身於神奈川的本土超能力聚落的不法之徒領袖，身形龐大。

### 神聖部隊
馬汀．吉克馬爾（Martin Sigmar，配音員：高田裕司（日本）；周學禮（台灣））
神聖部隊隊長，能力從未公開，唯一一次使用是與劉鳳決戰（為了激發劉鳳本能）
阿爾達能力為融合型兼分身型，分身人偶名稱為「分身異形」，無論是使用者自身或是人偶都可活用風進行攻擊或防禦；但使用能力的代價為急速老化（因為曾經到日本本土強化過），決戰後死去
瓜核（配音員：島田敏（日本）；吳東原（台灣））
神聖部隊的一員，經常跟劉鳳、雪莉絲一同行動
其阿爾達能力並未在動畫中明白說明，只知道是操控西瓜般的物體進行防禦、攻擊、瞬間移動的全方位型能力
攻擊方式為在拳頭形成西瓜後打擊讓目標被西瓜包住後產生大爆炸的「瓜核爆裂拳」
依良（Yi Lian，配音員：井上隆之（日本）；吳東原（台灣））
神聖部隊的一員，馬汀隊長的兒子（複製人）
阿爾達能力能力為偵查
立浪喬治（配音員：高木涉（日本）；周學禮（台灣））
神聖部隊的一員，以欺壓「失落國度」的貧民為樂
阿爾達能力為「巨無霸手槍」，能變出一把大小幾乎等同於一台戰車的手槍進行攻擊，威力強大
於前期敗於數馬
雲慶（配音員：堀內賢雄（日本）；周學禮（台灣））
神聖部隊的一員，個性瘋狂的中年人，留著一頭粉紅色的爆炸頭
阿爾達能力為「最惡劣的劇本」，能讓意識不夠堅強的人照著他寫的劇本行動
後期敗於劉鳳後繼而被自己的劇本所吞噬
艾瑪吉‧馬克斯菲爾（Emergy Maxfell，配音員：千葉一伸（日本）；周學禮（台灣））
神聖部隊的一員，個性奇特，自稱是「不管任何難關都能安然度過的男人」、「懸崖邊的馬克斯菲爾」
阿爾達能力是「懸崖邊的超級危機」，能呼喚出一架名為"危機粉碎機"的機器人，必殺技為「最後機會之劍」
本身還擁有著名為危機卡片的防護罩，要是危機還不能解除的話會自行加強，而力量並相當強大，對於沒有使出超級神拳前的數馬來說其完全不是對手。
最後敗於數馬後精神崩潰。
「危機粉碎機」是向「勇者系列」致敬的巨大機械人（從天上召喚「危機烏」、以及「危機合體」、空中出劍的畫面來自「勇者凱撒」、合體後背景的圖案來自勇者王、絕技「逆轉閃光破碎機」是來自「勇者特急」的「縱一文字斬」）
來夏月爽（配音員：結城比呂（日本）；曹冀魯（台灣））
神聖部隊的一員，個性傲慢
阿爾達能力為常夏三姐妹，為來無月以心中所理想的三種類型的女性所制造的三個分身，但僅管三個分身與人類非常相似，但是卻被加奈美一眼看穿她們是非人類。
利用此能力與劉鳳和雪莉絲戰鬥，後敗於劉鳳之手，常夏三姐妹也因為自己的否定而消失，雖然成功逃出劉鳳面前，不過最後仍被無常矜侍的能力所吸收

### 日本本土的人們
無常矜侍（配音員：白鳥哲（日本）；曹冀魯（台灣））
本作最後boss，阿爾達能力為吸星大法，可以吸收對方的能力，之後吸收了阿爾達結晶體，獲得強大的阿爾達能力。
異納泰介（配音員：櫻井孝宏（日本））
於劇場版登場，無常矜持的手下，但仍未發揮出超能力潛能。
桐生忠範（配音員：長島雄一（日本）；曹冀魯（台灣））
桐生水守的父親。

### 其他角色
寺田綾瀨（配音員：西原久美子（日本）；雷碧文（台灣））
土生超能力者之一，能力是將一切碰觸到的東西變成水。個性溫和的少女，年齡不明(應與數馬相近)，喜歡數馬。
於前期對神聖部隊的作戰中失敗，與其他多數的土生超能力者被帶回本土進行實驗。有一弟弟寺田明。
由本土回歸後因弟弟在本土接受治療而與數馬作戰，作戰至最後發現弟弟已死，同時因為改造實驗導致身體不堪負荷，最後死在數馬懷中。
劉大蓮（配音員：中村秀利（日本）；周學禮（台灣））
華僑劉家的總帥與劉鳳之父。
劉桂華（配音員：金丸日向子（日本））
劉鳳之母。6年前被殺。
Cammy（配音員：雪路（日本））
橘飛鳥的戀人。
寺田明（配音員：山田ふしぎ（日本））
寺田綾瀨的弟弟。

## 各話標題
| 話數   | 標題                             | 中文標題       | 腳本     | 繪畫              | 演出                                               | 作畫監督                                                               |
| ------ | -------------------------------- | -------------- | -------- | ----------------- | -------------------------------------------------- | ---------------------------------------------------------------------- |
| 第1話  | カズマ                           | 數馬           | 黒田洋介 | 谷口悟朗          | 吉本毅                                             | 平井久司（キャラクター） 平井久司（キャラクター） まさひろ山根（メカ） |
| 第2話  | 劉鳳                             | 劉鳳           | 黒田洋介 | 谷口悟朗          | 山田弘和                                           | 寺岡巌                                                                 |
| 第3話  | ホーリー                         | 神聖部隊       | 黒田洋介 | 渡辺純央          | いとがしんたろー                                   | 植田洋一                                                               |
| 第4話  | ビッグ・マグナム                 | 巨無霸手槍     | 黒田洋介 | 久城りおん        | 久城りおん                                         | 大貫健一（キャラクター） 伊藤浩二（メカ）                              |
| 第5話  | 桐生水守                         | 桐生水守       | 黒田洋介 | 黒木冬            | 高木茂樹                                           | 寺岡巌                                                                 |
| 第6話  | 絕影                             | 絕影           | 黒田洋介 | 谷口悟朗          | 吉本毅                                             | 糸島雅彦（キャラクター） まさひろ山根（メカ）                          |
| 第7話  | 橘あすか                         | 橘飛鳥         | 黒田洋介 | 北村真咲          | 山田弘和                                           | 植田洋一                                                               |
| 第8話  | 最悪の脚本（マッド・スプリクト） | 最惡劣的劇本   | 黒田洋介 | 高松信司          | いとがしんたろー                                   | 小林理（キャラクター） 中田栄治（メカ）                                |
| 第9話  | シェルブリット                   | 超級神拳       | 黒田洋介 | やまざきかずお    | 久城りおん                                         | 寺岡巌                                                                 |
| 第10話 | スーパーピンチ                   | 超級危機       | 黒田洋介 | 黒木冬            | 高木茂樹                                           | 大貫健一（キャラクター） 伊藤浩二（メカ）                              |
| 第11話 | アルターズ                       | 阿爾達超能力者 | 黒田洋介 | 吉本毅            | 吉本毅                                             | 平井久司                                                               |
| 第12話 | 君島邦彥                         | 君島邦彥       | 黒田洋介 | 渡辺純央          | 山田弘和                                           | 上田洋一                                                               |
| 第13話 | ロストグラウンド                 | 失落國度       | 黒田洋介 | 日高政光          | 加藤洋人                                           | 寺岡巌                                                                 |
| 第14話 | 無常矜侍                         | 無常矜侍       | 黒田洋介 | 北村真咲 谷口悟朗 | 久城りおん 小林理（キャラクター） 中田栄治（メカ） |                                                                        |
| 第15話 | はぐれ者                         | 走失者         | 黒田洋介 | 黒木冬            | 西村大樹                                           | 大貫健一（キャラクター） 伊藤浩二（メカ）                              |
| 第16話 | 来夏月 爽                        | 來夏月爽       | 黒田洋介 | 吉本毅            | 吉本毅                                             | 平井久司（キャラクター） まさひろ山根（メカ）                          |
| 第17話 | 寺田あやせ                       | 寺田綾瀨       | 黒田洋介 | 日高政光          | 吉村章                                             | 寺岡巌                                                                 |
| 第18話 | ストレイト・クーガー             | 史德雷特．庫卡 | 黒田洋介 | 谷口悟朗          | 加藤洋人                                           | しんぼたくろう（キャラクター） 橋本誠一（メカ）                        |
| 第19話 | 常夏3姉妹                        | 常夏3姊妹      | 黒田洋介 | 望月智充          | 三好正人                                           | 植田洋一                                                               |
| 第20話 | 由詑かなみ                       | 由詑佳奈美     | 黒田洋介 | 黒木冬            | 喜多幡徹                                           | 大貫健一（キャラクター） 伊藤浩二（メカ）                              |
| 第21話 | ホーリーアイ                     | 神聖之眼       | 黒田洋介 | 吉本毅            | 吉本毅                                             | 寺岡巌                                                                 |
| 第22話 | マーティン・ジグマール           | 馬汀．吉克馬爾 | 黒田洋介 | 北村真咲 吉永尚之 | 吉村章                                             | 木村貴宏（キャラクター） 中谷誠一（メカ）                              |
| 第23話 | シェリス・アジャーニ             | 雪莉斯．安潔妮 | 黒田洋介 | 久城りおん        | 久城りおん                                         | 植田洋一                                                               |
| 第24話 | 拳                               | 拳             | 黒田洋介 | 加瀬充子 日高政光 | 加藤洋人                                           | しんぼたくろう（キャラクター） 中田栄治（メカ） 橋本誠一（メカ）       |
| 第25話 | ネイティブ                       | 原始           | 黒田洋介 | 黒木冬            | 喜多幡徹                                           | 寺岡巌                                                                 |
| 第26話 | 夢                               | 夢             | 黒田洋介 | 谷口悟朗          | 吉本毅                                             | 平井久司（キャラクター） まさひろ山根（メカ）                          |

## 主題曲
- 片頭曲(第1~25集)

作詞：酒井ミキオ，作曲・編曲：鈴木Daichi秀行，歌：井出泰彰
- 片尾曲(第1~25集)、片頭曲(第26集)

作詞・作曲・編曲・歌：酒井ミキオ
- 片尾曲(第26集)

作詞・作曲・編曲・歌：酒井ミキオ
- 插入曲(第17~26集)(第17~26集)

作詞・作曲・編曲・歌：酒井ミキオ
- 插入曲(第19集)

作詞：酒井ミキオ，作曲・編曲：鈴木Daichi秀行，歌：井出泰彰
- 插入曲(第26集)

作詞・作曲・編曲・歌：酒井ミキオ

## 劇場版主題曲
- 主題曲1

作詞：酒井ミキオ，作曲・編曲：鈴木Daichi秀行，歌：井出泰彰
- 主題曲2

作詞：谷口悟朗&酒井ミキオ，作曲：酒井ミキオ，編曲：鈴木Daichi秀行，歌：酒井ミキオ

## 漫畫
漫畫版叛逆野郎作品從2001年到2002年連載於《週刊少年Champion》（全44話、單行本全5巻）。人物及基本設定大致與漫畫相同，但劇情及作畫有一定差異。此為導演谷口悟朗所要求。

## 小說
- 《超能奇兵－新盟約》（スクライド―新しき盟約）
  - 日本：2002年5月10日發售（ISBN 978-4-84-022097-2）
- 《超能奇兵 After》（スクライド・アフター）
  - 日本：2002年11月10日發售（ISBN 978-4-84-022215-0）
- 《超能奇兵 After（2）》（スクライド・アフター（２））
  - 日本：2003年5月10日發售（ISBN 978-4-84-022320-1）

## 商品
- S.H.Figuarts カズマ 第一形態
- S.H.Figuarts カズマ 第二形態
- S.H.Figuarts カズマ 最終形態
- S.H.Figuarts 劉鳳＆絶影
- S.H.Figuarts 劉鳳最終形態
- S.H.Figuarts ストレイト・クーガー

## 外部連結
- 超能奇兵 ALTERATION 官方網站 （页面存档备份，存于）（日語）